# Las naves espaciales de Ezequiel
Las naves espaciales de Ezequiel (1974) es un libro de Josef F. Blumrich (17 de marzo de 1913 - 10 de febrero de 2002) sobre una nave espacial que supuestamente habría sido observada por el profeta Ezequiel, escrito mientras el autor era el jefe de la rama de diseño de sistemas de la NASA, de la oficina de desarrollo de programas, en el Centro de Vuelo Espacial Marshall.

## Historia
Después de que ufólogos como Erich von Däniken señalaran la posibilidad de interpretar la visión de Ezequiel como un informe de una nave espacial extraterrestre, Blumrich decidió refutar la hipótesis. Sin embargo, un examen a fondo lo convenció de que Ezequiel tuvo, de hecho, la visión de una nave espacial. A continuación, hizo dibujos detallados de la nave alienígena. Decidió que la tecnología de los constructores debía haber sido algo más alta que la que tenía la humanidad en el presente, y añadió que casi nunca se había sentido tan deleitado, satisfecho y fascinado por estar equivocado.

## Contenido
En Las naves espaciales de Ezequiel, Blumrich afirma que el relato de Ezequiel en la Biblia no era una descripción metafórica de un encuentro con Dios en una visión profética, sino uno de los varios encuentros con antiguos astronautas en un transbordador de otro planeta.
Blumrich analiza seis diferentes traducciones de la Biblia, junto con su experiencia en ingeniería, y presenta una versión posible de las visiones de Ezequiel de cómo Dios - descrito como montado en un vehículo elaborado, capaz de ver, asistido por ángeles- supuestamente le mostró el futuro y le dio varios mensajes para entregar. En los apéndices del libro, presenta las especificaciones técnicas de la nave espacial hipotética.
Blumrich también publicó un artículo sobre su creencia, "Las naves espaciales del profeta Ezequiel", en la revista de la UNESCO Impacto: ciencia y sociedad.